# Aviemore (Schotland)
Aviemore (Schots-Gaelisch: An Aghaidh Mhòr) is een toeristische plaats in Schotland. Aviemore ligt in de Schotse Hooglanden. De toeristen komen voor de bergen en de natuur van het Cairngorms National Park. Zij kunnen er bergwandelen, maar ook  skiën. In 2006 woonden 2.440 mensen in Aviemore.
Aviemore ligt aan de B9152 van Inverness naar Perth. Het spoorwegstation van Aviemore is onderdeel van de Highland Main Line, op het traject van Inverness naar Perth door de Schotse Hooglanden, dat verder naar Edinburgh en Londen voert. B9152 en het spoor volgen het dal door het hooggelegen gebied.
Het dorp veranderde in de jaren '60 snel van een sluimerende plaats tot een in trek zijnd ontspanningsoord. De projectontwikkelaar John Poulson werd later het brandpunt van een grootschalig omkopingsschandaal. Het skioord in Aviemore was het allereerste in Schotland. Eveneens in het oog springend zijn de vrij grazende kuddes rendieren in het nabijgelegen Glen More, de enige plaats in Groot-Brittannië waar deze dieren voorkomen.
In Aviemore is de Macdonald Spey Valley Golf Club, waar sinds 2007 de Scottish Challenge  wordt gespeeld. De golfbaan maakt deel uit van de Macdonald Hotels and Resorts.